# Грожђе
Грожђе је назив за плод биљака из рода Vitis (винове лозе), којим се често назива и 12 основних и најпознатијих врста винове лозе, од којих се прави већина светских вина. Раније су се вина означавала према подручју на коме се грожђе гаји, али касније је број произвођача и подручја са виноградима толико порастао да је уведено означавање према варијетету грожђа.
Грожђе је тип воћа који расте у групама од 15 до 300, и може да буде црвено, црно, тамноплаве, жуто, зелено, наранџасто и ружичасто. „Бело“ грожђе је у ствари зелене боје, и еволуционо је изведено из пурпурног грожђа. Мутације у два регулаторна гена белог грожђа искључују продукцију антоцијанина, који је одговоран за боју пурпурног грожђа. Антоцијанини и друге пигментне хемикалије из велике фамилије полифенола у пурпурном грожђу су одговорни за варирајуће нијансе пурпурне боје у црвеним винима. Зрна грожђа типично имају елипсоидни облик, који подсећа на проширени сфероид.

### Црно грожђе
- Каберне Совињон (фр. Cabernet Sauvignon) - Ово је најпопуларније грожђе на свету кад је производња црног вина у питању. Гаји се у Бугарској, Чилеу, Аустралији, Калифорнији, јужној Француској. Има мала плаво-црна зрна са дебелом кожом, касно олиста и касно сазрева.
- Мерлот или Мерло (фр. Merlot) - Од овог грожђа се прави најскупље црно вино на свету - Chateay Petrus. Гаји се у Бордоу, има велика зрна са танком кожом, укус има трагове боровнице и менте.
- Небиоло (итал. Nebbiolo) - Даје врло комплексна црна вина, успева на кречњачком земљишту, на већим висинама, највише у северозападној Италији. Врло тамне боје, касно сазрева. Nebbiolo на италијанском значи мала магла.
- Пино ноар (фр. Pinot noir) - Од овог грожђа се прави чувени бургундац. Успева на кречњачком земљишту источне Француске. Ово је „свети грал“ произвођача у многим земљама. Има танку кожу црне боје и густе, густе гроздове. Поред Француске, гаји се и у Аустралији, на Новом Зеланду, у Јужној Африци, Италији, Румунији, САД.
- Сира или Шираз (фр. Syrah или Shiraz) - Древно црно грожђе са Средњег истока. Гаји се на граниту, кречњаку и песку у долини Роне (Француска), у Калифорнији и Аустралији. Плаво-црне боје, има мала зрна и дебелу кожу. Релативно рано сазрева. Даје високе приносе, па произвођачи, ако желе виши квалитет, морају да га контролишу и смањују.
- Санђовезе (итал. Sangiovese) - Ово грожђе се гаји по целој Италији, као и у Аргентини и Калифорнији. Расте на кречњаку, али и на глини, споро и касно сазрева, подложно је оксидацији. Најбоље је Санђовезе пиколо (итал. Sangiovese piccolo).

### Бело грожђе
- Шардоне (фр. Chardonnay) - Бели шардоне је вероватно најтраженије грожђе на свету. Боље успева на сиромашнијем земљишту, али се прилагођава и другим типовима. Даје мале гроздове танке коже. Рано цвета и зри. Данас се гаји у свакој земљи у којој се прави вино.
- Шенин блан (фр. Chenin blanc) - Бело грожђе, користи се за најразноврснија вина, даје обична и пенушава, сува и слатка вина. Гаји се највише у долини Лоаре - југозападна Француска, све до Атлантика. Има танку кожу, касно сазрева. Расте и у Јужној Африци, Калифорнији, Аустралији и Новом Зеланду. Даје дуготрајна вина, али и вина која се одмах пију.
- Црвени траминер или Клевнер - Није баш бело грожђе, розе је, даје сува и слатка бела вина, карактеристичног ароматичног, некако зачињеног укуса. Gewurtz значи зачин. Пореклом је из италијанске покрајине Алдо Адига (итал. Aldo Adiga) у којој се говори немачки. Ружичаста кожа, некада жута. Гаји се и у Алзасу (Француска, део према Немачкој), Аустрији, Немачкој, Словенији, Мађарској, Чешкој и Словачкој, Румунији, у Аустралији и на Новом Зеланду.
- Ризлинг - Одлично вино, мада постоје слабија као што је Олас и Лашки ризлинг. Воли хладнију климу. Бледа зрна са мрљама, у малим гроздовима. Касно цвета и зри. Даје врхунска сува, полуслатка и слатка вина. Гаји се у Немачкој, Алзасу, Италији, Аустралији, САД.
- Совињон блан (фр. Sauvignon blanc) - Грожђе долине Лоаре, расте на кречњаку, песку, шљунку. Компактни мали гроздови танке коже. Рано зри. Гаји се и у Италији, Јужној Африци, на Новом Зеланду, у Аустралији и САД.
- Семилон (фр. Semillon) - Даје сјајна слатка вина и висококвалитетна сува вина. Има велика зрна и танку кожу. Тражи специфичне климатске услове. Расте у Бордоу у Француској, Чилеу, Аустралији, САД, Јужној Африци.

### Подручја гајења грожђа у Србији
- Банатско виногорје
- Власотиначко виногорје (Власотинце)
- Вршачко виногорје (Вршац)
- Западноморавско подручје (Александровац)
- Сремско-фрушкогорско виногорје (Сремски Карловци)
- Суботичко-хоргошка пешчара (Палић)
- Нишавско-јужноморавско подручје (Прокупље)
- Тимочко подручје (Неготин, Књажевац)
- Шумадијско-великоморавско виногорје (Смедерево)
- Левачко виногорје (Рековац)

## Дистрибуција и продукција
Према подацима Организације за храну и пољопривреду (ФАО), 75.866 km² је намењено узгоју винове лозе у свету. Приближно 71% светске продукције грожђа се користи за прављење вина, 27% као свеже воће, и 2% као сушено воће. Део рода грожђа се користи за продукцију сока од грожђа, који се реконституира са конзервираним воћем „без додатог шећера” и „100% природно”. Област намењена виноградима се повећава за око 2% годишње.
Нису доступне поуздане статистике које разлажу продукцију грожђа по варијетету. Сматра се да је највише култивирана сорта Султана, такође позната као Томпсоново бесемено грожђе, на бар 3.600 km². Друга најчешћа сорта је Аирен. Друге популарне сорте су Каберне совињон, Совињон блан, Каберне фран, Мерлот, Гренаш, Темпранило, Ризлинг, и Шардоне.
| Земља            | Површина (km²) |
| ---------------- | -------------- |
| Шпанија          | 11.750         |
| Француска        | 8.640          |
| Италија          | 8.270          |
| Турска           | 8.120          |
| Сједињене Државе | 4.150          |
| Иран             | 2.860          |
| Румунија         | 2.480          |
| Португалија      | 2.160          |
| Аргентина        | 2.080          |
| Чиле             | 1.840          |
| Аустралија       | 1.642          |
| Јерменија        | 1.459          |

| Ранг                                                               | Земља            | 2009       | 2010       | 2011       | 2012        |
| ------------------------------------------------------------------ | ---------------- | ---------- | ---------- | ---------- | ----------- |
| 1                                                                  | Кина             | 8.038.703  | 8.651.831  | 9.174.280  | 9.600.000 F |
| 2                                                                  | Сједињене Државе | 6.629.198  | 6.777.731  | 6.756.449  | 6.661.820   |
| 3                                                                  | Италија          | 8.242.500  | 7.787.800  | 7.115.500  | 5.819.010   |
| 4                                                                  | Француска        | 6.101.525  | 5.794.433  | 6.588.904  | 5.338.512   |
| 5                                                                  | Шпанија          | 5.535.333  | 6.107.617  | 5.809.315  | 5.238.300   |
| 6                                                                  | Турска           | 4.264.720  | 4.255.000  | 4.296.351  | 4.275.659   |
| 7                                                                  | Чиле             | 2.600.000  | 2.903.000  | 3.149.380  | 3.200.000 F |
| 8                                                                  | Аргентина        | 2.181.567  | 2.616.613  | 2.750.000  | 2.800.000 F |
| 9                                                                  | Иран             | 2.305.000  | 2.225.000  | 2.240.000  | 2.150.000 F |
| 10                                                                 | Јужна Африка     | 1.748.590  | 1.743.496  | 1.683.927  | 1.839.030   |
| —                                                                  | Свет             | 58.521.410 | 58.292.101 | 58.500.118 | 67.067.128  |
| Извор: Организација за храну и пољопривреду (ФАО) (F=FAO estimate) |                  |            |            |            |             |

## Здравствене тврдње

### Француски парадокс
Упоређивањем исхране међу западним земљама, истраживачи су открили да иако Французи имају тенденцију да једу виши ниво животињске масти, заступљеност болести срца остаје ниска у Француској. Овај феномен је био назван француским парадоксом, и сматра се да настаје због заштитних предности редовног конзумирања црног вина. Осим потенцијалних користи од самог алкохола, укључујући редуковану агрегацију тромбоцита и вазодилатацију, полифеноли, нпр. ресвератрол, који су углавном присутни у грожђаној љусци, пружају друге могуће здравствене користи, као што су:
- Промена молекуларних механизама у крвним судовима, смањивање подложности васкуларним оштећењима
- Умањена активност ангиотензина, систематског хормона који узрокује констрикцију крвних судова, што може да узрокује повишени крвни притисак
- Повишена продукција вазодилатацијског хормона, азот-моноксида (релаксирајућег фактора из ендотела)

Иако се неке здравствене власти не препоручују адаптацију потрошње вина, знатна количина истраживачких резултата индицира да умерена конзумација, као што је једна чаша црног вина дневно за жене и две за мушкарце, могу да имају корисне здравствене ефекте. Нови докази сугеришу да вински полифеноли као што је ресвератрол пружају физиолошку корист, док сам алкохол може имати заштитне учинке на кардиоваскуларни систем.

### Ресвератрол
Ресвератрол је присутан у широко варирајућим количинама међу сортама грожђа, првенствено у њиховој љусци и семену, при чему мускадинско грожђе, има око сто пута вишу концентрацију од већине других. Свежа љуска садржи око 50 до 100 микрограма ресвератрола по граму.

### Антоцијанини и друга фенолна једињења
Антоцијанини имају тенденцију да буду главни полифеноли у розе грожђу док су флаван-3-оли (нпр. катехини) заступљенији феноли у белим варијететима. Укупни фенолни садржај, лабораторијски индекс антиоксидантске јачине, је већи у розим варијететима превасходно услед антоцијанинске густине у љусци црног грожђа, у поређењу са одсуством антоцијанина у љусци белог грожђа. Ови антоцијанини привлаче напоре научника да дефинишу њихове особине у погледу људског здравља. Фенолни садржај љуске грожђа варира са култиваром, композицијом земљишта, климом, географским пореклом, и праксом култивације или изложености болестима, као што су гљивичне инфекције.
Црно вина могу да понуде здравствене бенефиције које су веће од белог вина, због потенцијално корисних једињења која су присутна у љусци грожђа, а само црвено вино се ферментира са љуском. Дужина ферментационог периода које вино проведе у контакту са љуском грожђа је важна одредница његовог ресвератролног садржаја. Обична немускадинска црна вина садрже између 0,2 и 5,8 mg/L, у зависности од сорте грожђа, пошто је ферментисано са љуском, чиме је омогућена апсорпција ресвератрола у вино. У контрасту с тим, бело вино има нижи фенолни садржај, јер се ферментише након уклањања љуске.
Вина произведена из маскадинског грожђа могу да имају више од 40 mg/L, изузетно висок фенолни садржај. У маскадинској љусци, елагинска киселина, мирицетин, кверцетин, кемпферол, и трансресвератрол су главна фенолна једињења. Супротно претходним резултатима, елагинска киселина, а не ресвератрол, је главни фенол у мускадинском грожђу. Флавоноли сирингетин, сирингетин 3-О-галактозид, ларицитрин и ларицитрин 3-О-галактозид су такође присутни у розом грожђу, али су одсутни у белом грожђу.

### Конституенти семена
Биохемијске и прелиминарне клиничке студије су демонстрирале потенцијална биолошка својства олигомерних процијанидина грожђа и семена грожђа. На пример, лабораторијски тестови индицирају потенцијалне антиканцерне ефекте екстракта грожђаног семена. Према Америчком друштву за канцер, „тренутно постоји врло мало поузданих научних доказа да конзумација црвеног вина, грожђа или слеђење грожђане исхране може да спречи или лечи рак код људи”.
Уље грожђаног семена из здробљеног семена се користи у козмецеутским и производима за негу коже због уочене здравствене користи. Уље грожђаног семена садржи токофероле (витамин Е) и високе садржаје фитостерола и полинезасићених масних киселина као што су линолна киселина, олеинска киселина, и алфа-линолеинска киселина.

### Токсичност грожђа и сувог грожђа код паса
Конзумација грожђа и сувог грожђа представља потенцијалну здравствену опасност за псе. Њихова токсичност за псе може да узрокује да животиња развије акутну бубрежну инсуфицијенцију (изненадан развој затајења бубрега) са ануријом (недостатком производње урина) и то може да има фатални исход.